# Bundesstraße 97
Die Bundesstraße 97 (Abkürzung: B 97) ist eine Bundesstraße in Deutschland.

## Verlauf
Sie beginnt in Dresden am Albertplatz und endet südlich von Guben bei Klein Gastrose an der deutsch-polnischen Grenze an einem neu geschaffenen Grenzübergang. Größere Städte an der B 97 sind Hoyerswerda, Spremberg und Cottbus.
Zur Entlastung des Dresdner Nordens (Lausa und Weixdorf) wurde die Bundesstraße von der ursprünglichen Strecke umverlegt und führt ab Klotzsche zur Autobahnanschlussstelle Dresden-Flughafen und von dort über die Bundesautobahn 4 bis zur Anschlussstelle Hermsdorf.

## Geschichte
Die 1934 eingeführte Reichsstraße 97 führte von Guben aus weiter über Crossen und Schwiebus bis zur damaligen deutsch-polnischen Grenze bei Tirschtiegel. Von dort aus führte eine Transitstrecke durch polnisches Gebiet über Posen, Gnesen und Thorn nach Ostpreußen.

## Ausbauten
Am 4. Juli 2006 wurde die rund 15 Kilometer lange Ortsumgehung Guben durch den parlamentarischen Staatssekretär Ulrich Kasparick und dem Minister für Infrastruktur und Raumordnung des Landes Brandenburg Frank Szymanski für den Verkehr freigegeben. Dieser Abschnitt hat laut Bundesverkehrsministerium rund 30 Millionen Euro gekostet. 2007 war Baubeginn der Ortsumgehung Spremberg/Schwarze Pumpe, die am 16. September 2011 als Kraftfahrstraße eröffnet wurde.
Die Ortsumgehung Cottbus wird nach ihrer Fertigstellung, voraussichtlich Ende 2025 (Stand April 2023), als dreispurige Kraftfahrstraße im 2+1 System für den Verkehr freigegeben werden.
Zwischen Heinersbrück und Klein Gastrose ist die B 97 als Kraftfahrstraße ausgewiesen.

## Sehenswürdigkeiten
Direkt an der Bundesstraße befindet sich die Wolfssäule Laußnitzer Heide entlang der sechs Kilometer langen Strecke durch selbige Heide zwischen Ottendorf-Okrilla und Laußnitz.